# Цани-Гинчево
Цани-Гинчево (болг. Цани Гинчево) — село в Болгарии. Находится в Шуменской области, входит в общину Никола-Козлево. Население составляет 407 человек.

## Политическая ситуация
В местном кметстве Цани-Гинчево, в состав которого входит Цани-Гинчево, должность кмета (старосты) исполняет Красимир Горанов Георгиев (Демократы за сильную Болгарию (ДСБ)) по результатам выборов правления кметства.
Кмет (мэр) общины Никола-Козлево — Турхан Фахредин Каракаш Движение за права и свободы (ДПС)) по результатам выборов в правление общины.